# Gulkindad bulbyl
Gulkindad bulbyl (Pycnonotus tympanistrigus) är en fågel i familjen bulbyler inom ordningen tättingar.

## Utseende och läte
Gulkindad bulbyl är en udda och ganska liten bulbyl med unik ansiktsteckning: gnistrande vit strupe som kontrasterar skarpt med en äggul fläck och mörk bar hud bakom ögat. I övrigt är den brunaktig ovan, undertill streckad i vitt och brunt. Arten liknar något vitstreckad bulbyl, men skiljer sig genom ansiktsteckningen, mindre utvecklad tofs samt brunt på buk och undergump. Lätena är mjuka och anspråkslösa, med korta och torra drillar och dämpade pippande ljud. Sången återges i engelsk litteratur som ett glatt "jrit’jhew".

## Utbredning och systematik
Gulkindad bulbyl förekommer i lågt belägna bergsområden på västra Sumatra. Den behandlas som monotypisk, det vill säga att den inte delas in i några underarter.

### Släktestillhörighet
Arten placeras traditionellt i släktet Pycnonotus, men genetiska studier visar att dess förmodade nära släkting strimmig bulbyl utgör en helt egen utvecklingslinje. Tongivande International Ornithological Congress (IOC) urskilde den därför i det egna släktet Alcurus och förde också initialt gulkindad bulbyl dit, som dock ännu inte testats genetiskt. Därefter återfördes arten till Pycnonotus i väntan på att den studeras närmare.

## Levnadssätt
Gulkindad bulbyl hittas i lägre liggande bergsskogar, där den är vanligast på mellan 600 och 900 meters höjd. Den födosöker i trädens mellersta och övre skikt, vanligen i par eller smågrupper. Större samlingar kan ses vid fruktbärande träd.

## Status och hot
Arten har ett stort utbredningsområde, men tros minska i antal, dock inte tillräckligt kraftigt för att den ska betraktas som hotad. Internationella naturvårdsunionen IUCN listar arten som nära hotad (LC).